# 英語の人称代名詞
英語の人称代名詞（えいごのにんしょうだいめいし）は、英語において、話し手、受け手、第三者を指す人称代名詞である。

## 人称代名詞の変化
以下に人称代名詞の変化を示す。
|                |                 | 単数                           | 単数                            | 単数                   | 単数  | 単数     | 複数   | 複数       | 複数       | 複数   | 複数       |
| 主格 (Subject) | 目的格 (Object) | 所有格 (Possessive determiner) | 所有代名詞 (Possessive pronoun) | 再帰代名詞 (Reflexive) | 主格  | 目的格   | 所有格 | 所有代名詞 | 再帰代名詞 |        |            |
| -------------- | --------------- | ------------------------------ | ------------------------------- | ---------------------- | ----- | -------- | ------ | ---------- | ---------- | ------ | ---------- |
| 一人称         | 一人称          | I                              | me                              | my                     | mine  | myself   | we     | us         | our        | ours   | ourselves  |
| 二人称         | 二人称          | you                            | you                             | your                   | yours | yourself | you    | you        | your       | yours  | yourselves |
| 三人称         | 男性            | he                             | him                             | his                    | his   | himself  | they   | them       | their      | theirs | themselves |
| 三人称         | 女性            | she                            | her                             | her                    | hers  | herself  | they   | them       | their      | theirs | themselves |
| 三人称         | 中性            | it                             | it                              | its                    | its   | itself   | they   | them       | their      | theirs | themselves |

英語は名詞の格を失っているが、you、it以外の代名詞は主格と対格（目的格）とを区別する。母語話者にとって無標なのは対格形であり、前置詞の後やコピュラの補語としても用いる。また現代口語では主語の句の中で用いることもあるが、これは規範文法では、今でも一般に誤りとされる。
- It's me. （通常） ← It's I. （正式とされるが古風）
- You and me are good friends.（口語） ← You and I are good friends.（正式）
- He is better at sports than me.（口語）← He is better at sports than I (am)（正式）
- You look like me.（口語）← You look like I (look)（正式）

数は、名詞と同様に単数と複数を区別する。名詞の数がある言語で二人称代名詞の数が失われているのは珍しい。
再帰代名詞は、一・二人称では所有限定詞 + self/selvesであり、三人称では対格 + self/selvesである。

## 一人称
Iは常に大文字で書く。これは1文字の語を小文字で書くと見失いやすいからである。なお同じ理由で、間投詞の O（"oh"の意）も大文字で書く。しかし不定冠詞のaは小文字でも書かれる。
英語は通常、一人称複数の包括形（受け手を含む）と除外形（受け手を含まない）の区別をしないが、唯一、let'sは必ず包括形であり、let usは一般に除外形、時々包括形である。
- Let's go. （行こう。 - 包括形）
- Let us go. （我々を行かせろ。 - 除外形）

君主はweを自分を指すのに使う。これを尊厳の複数と呼ぶ。この時、再帰形はourself /aʊɹˈsɛlf/ である。

## 二人称
元々、英語の二人称単数代名詞はThouであった。以下に、現在でも時々用いられる古風な二人称代名詞を示す。
| 人称 | 数   | 性 | 主格       | 対格      | 再帰                   |
| ---- | ---- | -- | ---------- | --------- | ---------------------- |
| 2    | 単数 | -  | thou /ðaʊ/ | thee /ði/ | thyself /ðaɪˈsɛlf/     |
| 2    | 複数 | -  | ye /ji/    | you /ju/  | yourselves /jʊɹˈsɛlvz/ |

複数では対格が主格にも使われるようになり、Yeが消えた。またフランス語のtu/vousと同様に、複数形youを単数敬称としても用いた。英語ではこの敬称が普通になり、親称のthouが消えた。
しかし数の区別ができないのは不便なので、方言や俗語では二人称複数代名詞が新たに作られた。主なものに、主にアメリカ西部のyou guys /ˈjugaɪz/、アメリカ南部および黒人英語のy'all /yɔl/（you allの短縮形）、スコットランド、アイルランドのyouse /juz/ などがある。この内、アメリカではyou guysが最も普通と考えられており、ホワイトハウスで使われたこともある。名詞のguyはガイ・フォークスに由来し、男性しか指さないが、you guysは女性だけの集団を指すことができ、文法化が進んでいる。他にyou boys、you girls、you folksなども聞かれるが、これらは対象がboys、girls、folksでなければならない。

### 一般のyou
一般的な事柄について語るとき、しばしばyouを使う。これを一般のyou (generic you) と呼ぶ。このyouに受け手の意味はない。かつては不定代名詞のoneが用いられたが、現在は古風で硬く、あまり使われない。
- The older you get, the more you learn about life. （人は年を取るにつれ、人生について学ぶようになる。）
- The older one gets, the more one learns about life. (〃)

マーク・ピーターセンは、この一般のyouを受け手と取ることは母語話者にとって異様であると述べ、村上春樹が『キャッチャー・イン・ザ・ライ』で一般のyouを「君」と訳していることを厳しく批判している。

## 三人称
英語はインド・ヨーロッパ語族でありながら性を失っており、三人称単数代名詞の性は対象の人間の性別に従う。中性のitは人間以外または性別の定かでない赤ん坊（特に新生児）を指す。ただし、動物、国家、自動車、船などに擬人的にheまたはsheを使うことがある。なお、動物の雄、雌を表す接頭辞he-, she- はこれに由来する（例えばhe-goat、she-goat）。
不定代名詞のsomeone、everyoneなどを受けるのは従来heであったが、これは男性形であるため、近年はtheyで受けることも増えている。
- If anyone calls, tell them I'll be back at six. ← If anyone calls, tell him I'll be back at six.